# Palpibracus schlingeri
Palpibracus schlingeri är en tvåvingeart som beskrevs av Márcia Souto Couri och Penny 2006. Palpibracus schlingeri ingår i släktet Palpibracus och familjen husflugor. Inga underarter finns listade i Catalogue of Life.